# Talk on Corners
Talk on Corners er det andet studiealbum fra det irske folkrockband The Corrs. Det blev udgivet i 1997 og har navn efter en linje i sange "Queen of Hollywood", fra albummet:
"And her friends they talk on corners, they could never comprehend"
Efter dets udgivelse blev sangene fra dette album dominerende i deres liveoptrædener i lang tid fremover og det blev også perioden med størst vækst i deres popularitet. 
I den lange periode, hvor albummet var populært, arbejdede de hårdt med meget lidt fritid, og fik megen dækning i form af tv-optrædener og turneer. Deres næste studiealbum tog næsten tre år at gøre færdig. Indimellem udgav de livealbummet The Corrs Unplugged, som kun introducerede en håndfuld nye sange. Dermed fortsatte de med at afhænge af eksisterende materiale, hvoraf nogle blev omarrangeret eller remixet undervejs.
Talk on Corners blev The Corrs' gennembrud i Storbritannien, selvom det ikke skete med det samme. De første tre singler fra albummet ("Only When I Sleep", "I Never Loved You Anyway" og "What Can I Do") fejlede alle i forsøget på at komme ind på top 40. Imens havde de bidraget til albummet Legacy: A Tribute to Fleetwood Mac's Rumours med deres version af sangen "Dreams". Det havde også inkorporeret sangen i deres live-set og besluttede til sidst at udgive det på en single. Udgivelsen blev fulgt op af en livekoncert i Royal Albert Hall d. 17. marts 1998 (Skt. Patricks dag), som blev sendt på BBC, hvilket blev koblet med en daglang tv-special helliget The Corrs på musikkanalen VH1 inden koncerten. Til koncerten fik de selskab af trommeslageren fra Fleetwood Mac, Mick Fleetwood, (som også var producer på Legacy-albummet) på tre sangen inklusive "Dreams". Arrangementet fik øget bandets popularitet betragteligt. Singlen "Dreams" blev udgivet få uger efter og Talk on Corners blev genudgivet med "Dreams" tilføjet. En remixet udgave af singlen blev deres første top 10 hit i Storbritannien, delvist hjulpet på vej af BBC Radio 1s beslutning om at inkludere dem på deres playliste for første gang (de havde tidligere anset The Corrs for at være et folkemusikband).
Albummet fik derefter flere hitsingler. Den næste var deres tidligere single "What Can I Do", remixet af Tin Tin Out og en radikal ændring med et guitarriff gennem hvert vers. Dette blev deres næste top 10-hit. I november udgav de endnu en remixet udgave af en sang fra albummet - "So Young" - som også nåede top 10. En "Special Edition"-udgave af albummet blev udgivet med en ny rækkefølge på numrene samt disse ekstra remix. Denne udgave havde også et yderligere nummer, som var et remix (af Tin Tin Out igen) af "Runaway", en populær sang fra deres første album, som blev deres næste single og som opnåede #2.
Talk on Corners blev Storbritanniens bedst sælgende album i 1998 og det niende bedst sælgende i 1999. Med 2.947.666 kopier solgt (14. juni 2009) i Storbritannien alene er det det 19.-bedst sælgende album nogensinde her.

## Spor

### Original udgivelse i Irland (Oktober 1997)
1. "Only When I Sleep" (The Corrs, Leiber, Peterson, Shanks) – 4:24
2. "When He's Not Around" (The Corrs) – 4:25
3. "What Can I Do?" (The Corrs) – 4:18
4. "I Never Loved You Anyway" (The Corrs, Sager) – 4:27
5. "So Young" (The Corrs) – 3:53
6. "Don't Say You Love Me" (The Corrs, Sager) – 4:39
7. "Love Gives Love Takes" (The Corrs, Deviller, Hosein, Leiber, Piersa, Wolff) – 3:42
8. "Hopelessly Addicted" (The Corrs, Leiber) – 4:03
9. "Paddy McCarthy" [instrumental] (The Corrs) – 4:58
10. "Intimacy" (Geraldo, Nowels, Steinberg) – 3:57
11. "Queen of Hollywood" (Ballard, The Corrs, Deviller, Hosein) – 5:02
12. "No Good for Me" (The Corrs) – 4:00
13. "Little Wing" (Jimi Hendrix) – 5:08

### Genudgivelse (16. april 1998)
1. "Only When I Sleep" (The Corrs, Leiber, Peterson, Shanks) – 4:24
2. "When He's Not Around" (The Corrs) – 4:25
3. "Dreams" (Stevie Nicks) – 4:01
4. "What Can I Do (To Make You Love Me?)" (The Corrs) – 4:18
5. "I Never Loved You Anyway" (The Corrs, Sager) – 4:26
6. "So Young" (The Corrs) – 3:53
7. "Don't Say You Love Me" (The Corrs, Sager) – 4:39
8. "Love Gives Love Takes" (The Corrs, Deviller, Hosein, Leiber, Piersa, Wolff) – 3:42
9. "Hopelessly Addicted" (The Corrs, Leiber) – 4:03
10. "Paddy McCarthy" [instrumental] (The Corrs) – 4:58
11. "Intimacy" (Geraldo, Nowels, Steinberg) – 3:57
12. "Queen of Hollywood" (Ballard, The Corrs, Deviller, Hosein) – 5:02
13. "No Good for Me" (The Corrs) – 4:00
14. "Little Wing" (Jimi Hendrix) – 5:08
  - Bonus track blev kun udgivet i Japan:
15. "Remember" (The Corrs) – 4:04
16. "What I Know" (Glen Ballard, Siedah Garrett) – 3:49
17. "Dreams" [Tee's Radio Mix] – 3:54

- Med tilføjelsen "Dreams", blev denne udgave den "primære version".

## Personel

### The Corrs
- Andrea Corr – Forsanger, tinwhistle
- Caroline Corr – Trommer, bodhrán, klaver, vokal
- Jim Corr – guitar, keyboard, klaver, vokal
- Sharon Corr – violin, vokal

### Featuring
- Anthony Drennan – guitar
- Keith Duffy – bass

## Hitlister
| Chart                         | Peak position |
| ----------------------------- | ------------- |
| Australian Albums Chart       | 3             |
| Austrian Albums Chart         | 9             |
| Belgium Flemish Albums Chart  | 5             |
| Belgium Wallonie Albums Chart | 12            |
| French Albums Chart           | 5             |
| Finnish Albums Chart          | 2             |
| German Albums Chart           | 9             |
| Irish Albums Chart            | 1             |
| Japan Albums Chart            | 28            |
| Malaysian Album Chart         | 6             |
| Netherlands Albums Chart      | 13            |
| New Zealand Albums Chart      | 1             |
| Norwegian Albums Chart        | 2             |
| Swedish Albums Chart          | 3             |
| Swiss Albums Chart            | 15            |
| UK Albums Chart               | 1             |
| U.S. Billboard 200            | 72            |
| U.S. Heatseekers              | 13            |

## Udgivelsesdetaljer
- 1997, Republic of Ireland, Atlantic 7567-83206-2, udgivelsesdato: 25. oktober 1997, CD
- 1997, Japan, Warner AMCY-2319, udgivelsesdato: 1997, CD (med to bonusnumre)
- 1998, Australia, Atlantic 80885-2, udgivelsesdato: 1998, CD (dobbeltalbum med fem bonusnumre fra på en live-cd "I Never Loved You Anyway" (acoustic), "The Right Time", "Queen of Hollywood", "Toss the Feathers" og "Closer")
- 1998, Australia, Atlantic 80885-4, udgivelsesdato: 1998, cassette (dobbeltalbummed fem bonusnumre fra på en live-cd "I Never Loved You Anyway" (akoustsisk), "The Right Time", "Queen of Hollywood" og "Toss the Feathers" og "Closer")
- 1998, UK, Atlantic 80917-2, udgivelsesdato: 9. november 1998, CD (special edition European version)
- 1999, Taiwan, Atlantic 80917-2, udgivelsesdato: 1999, CD (special edition European version from Taiwan)
- 1999, USA, Atlantic 83164-2, udgivelsesdato: 16. february 1999, CD (speciel udgaver USA version)
- 2001, Australia, Atlantic 7567-80963-2, udgivelsesdato: 2001, CD (dobbeltudgivelse med Forgiven, Not Forgotten)
- 2001, France, Warner 7567-93055-2, udgivelsesdato: 2001, CD (som limited collectors edition)